# Ferula arrigonii
Ferula arrigonii
Pour les articles homonymes, voir Férule.
Espèce
Classification phylogénétique
Statut de conservation UICN

VU : Vulnérable
La Férule d'Arrigoni (Ferula arrigonii) est une plante méditerranéenne du genre Ferula et de la famille des apiacées. Elle fleurit en mai-juin, se présentant sous forme d'un arbrisseau aux ombelles spectaculaires par leur taille.

## Répartition
Cette espèce est endémique de Corse et de Sardaigne. 
En Corse, elle est signalée à Bonifacio dans les friches du secteur de la citadelle, au niveau du col Saint Roch, dans la garrigue. Elle semble présente également sur les pentes sud du Monte Corbu et de la Punta di Curugnola sur socle cristallin.
En Sardaigne, elle est présente sur toute l'île.

## Statuts de protection, menaces
Au niveau français, l'espèce est évaluée comme vulnérable. 